# USS Parche (SS-384)
Za druga plovila z istim imenom glejte USS Parche.
USS Parche (SS-384) je bila jurišna podmornica razreda balao v sestavi Vojne mornarice Združenih držav Amerike.